# Кругове поле
Кругове поле (поле поділу кола) — поле {\displaystyle K_{n}=\mathbb {Q} (\zeta _{n}),} що одержується приєднанням до поля {\displaystyle \mathbb {Q} } раціональних чисел первісного кореня {\displaystyle \zeta _{n}} з одиниці степеня n, де n — деяке натуральне число. Іноді (локальним) круговим полем називають також поле виду {\displaystyle \mathbb {Q} _{p}(\zeta _{n})}, де {\displaystyle \mathbb {Q} _{p}} — поле раціональних р-адичних чисел. Оскільки {\displaystyle K_{n}=K_{2n}} при непарному n, звичайно вважається, що {\displaystyle n\neq 2{\pmod {4}}}. 
Тоді різним n відповідають неізоморфні поля {\displaystyle K_{n}}. 
Кругові поля влаштовані «достатньо просто» і тому дають зручний експериментальний матеріал для створення загальних понять теорії чисел. Наприклад, поняття цілого алгебраїчного числа виникли спочатку при розгляді кругових полів. 

## Властивості
- Кругове поле є полем розкладу многочлена {\displaystyle X^{n}-1.\,}
- Кругові поля природно виникають в задачі про поділ кола — поділ кола на n рівних частин еквівалентний побудові на комплексній площині первісного кореня {\displaystyle \zeta _{n}}.
- Місце кругових полів серед всіх полів алгебраїчних чисел визначає теорема Кронекера — Вебера, що стверджує, що  скінченне розширення K/Q є абелевим тоді і тільки тоді, коли {\displaystyle K\subset K_{n}} для деякого n. Аналогічне твердження виконується і для локальних кругових полів.
- Поле {\displaystyle K_{n}} є абелевим розширенням поля {\displaystyle \mathbb {Q} } з групою Галуа

{\displaystyle G(K_{n}/\mathbb {Q} )\simeq (\mathbb {Z} /n\mathbb {Z} )^{*},}
де {\displaystyle (\mathbb {Z} /n\mathbb {Z} )^{*}} — мультиплікативна група кільця лишків по модулю n.
- Степінь {\displaystyle [K_{n}:\mathbb {Q} ]} розширення рівний φ(n), де φ(n) — функція Ейлера.
- Поле {\displaystyle K_{n}} є цілком уявним і має степінь 2 над своїм максимальним цілком дійсним підполем {\displaystyle K_{n}^{+}=\mathbb {Q} (\zeta _{n}+\zeta _{n}^{-1}).}
- Числа {\displaystyle 1,\zeta _{n},\ldots ,\zeta _{n}^{\varphi (n)-1}} утворюють цілочисельний базис поля {\displaystyle K_{n}}.
- Дискримінант поля {\displaystyle \mathbb {Q} (\zeta _{n})} рівний: {\displaystyle (-1)^{\phi (n)/2}{\frac {n^{\phi (n)}}{\prod _{p\mid n}p^{\phi (n)/(p-1)}}}.}